# Zlatuše Jandečková
Zlatuše Jandečková (občanským jménem Zlatuška Jandečková, rozená Herklocová) (25. září 1922 Odolice – 15. února 2017 Praha) byla bezpartijní politička a poslankyně Sněmovny lidu Federálního shromáždění za normalizace, pedagožka, členka Sokola a Československé církve husitské.

## Biografie
K roku 1971 se profesně uvádí jako ředitelka mateřské školy. Šlo o mateřskou školu Křovinovo nám. 115, v obci Horní Počernice.
Ve volbách roku 1971 byla tehdy zvolena do Sněmovny lidu Federálního shromáždění (volební obvod č. 27 – Brandýs nad Labem-Stará Boleslav, Středočeský kraj). Ve FS setrvala do konce funkčního období, tedy do voleb roku 1976.